# Colonoscopia
La colonoscopia es una exploración que permite la visualización directa de todo el intestino grueso y también, si es necesario, la parte final del intestino delgado (íleon terminal).
Se utiliza a modo de prueba diagnóstica de forma similar a la sigmoidoscopia, permite la extracción de biopsias y la realización de tratamientos endoscópicos. Se demostró que la realización de este estudio con la extracción de pólipos disminuye notablemente la mortalidad por el cáncer de colon.

## Técnica

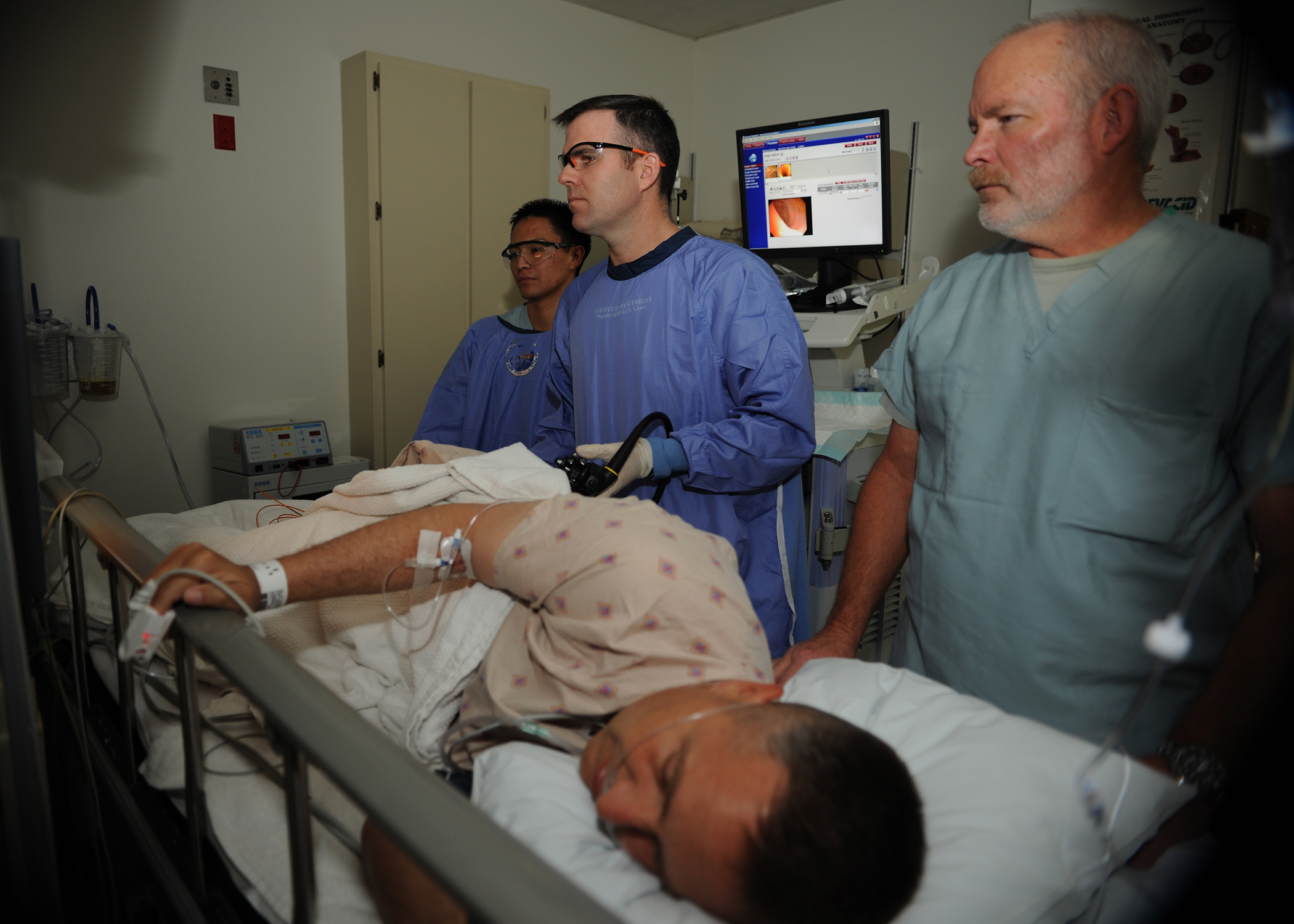
Realización de una colonoscopia

Previo a su realización, el intestino grueso (colon) es preparado de tal forma que no queden residuos sólidos (mediante laxantes o catárticos). Se realiza un tacto rectal y se introduce por el ano un colonoscopio, que es un tubo flexible con una cámara en su extremo. Se visualizan de manera progresiva los segmentos que componen al colon (recto, sigmoides, colon descendente, colon transverso, colon ascendente y ciego). En algunos casos, la colonoscopia puede realizarse bajo sedación (generalmente sedación profunda inconsciente), en la cual se aplican medicamentos intravenosos y el paciente entra en un estado que permite realizar el estudio sin experimentar molestias durante el procedimiento. No es una anestesia general, dado que el paciente despierta rápidamente en cuanto sea requerido y además respira por sus propios medios.

## Preparación
El colon debe estar libre de sólidos para que la prueba se realice correctamente. Durante uno o tres días, el paciente debe seguir una dieta baja en fibra o sólo con líquidos claros. Algunos ejemplos de líquidos claros son el zumo de manzana, el caldo o consomé de pollo y/o ternera, el refresco de lima-limón, la limonada, la bebida para deportistas y el agua. Es importante que el paciente permanezca hidratado. Las bebidas deportivas contienen electrolitos que se consumen durante la limpieza intestinal. No deben consumirse bebidas que contengan fibra, como el zumo de ciruelas pasas y de naranja, ni líquidos de color rojo, morado, naranja o, a veces, marrón; sin embargo, se permite el refresco de cola. En la mayoría de los casos, se permite el té o el café sin leche.
El día anterior a la colonoscopia (o cirugía colorrectal), se administra al paciente un laxante (como bisacodilo, fosfosodato, picosulfato sódico o fosfato sódico y/o citrato de magnesio) y abundantes líquidos, o bien un lavado de todo el intestino con una solución de polietilenglicol y electrolitos. El procedimiento puede incluir un laxante en comprimidos o un preparado para el lavado intestinal con polietilenglicol en polvo disuelto en cualquier líquido claro, como una bebida deportiva que contenga electrolitos.

## Utilidad
Tiene múltiples aplicaciones; algunas de las más frecuentes son:
- Es el mejor estudio para detectar cáncer de colon. A su vez puede detectar pólipos que deben ser extraídos para su estudio (polipectomía endoscópica). La búsqueda y extracción de los pólipos del colon ha demostrado ser sumamente efectiva en la prevención del cáncer de colon.[1]
- En el sangrado digestivo bajo, permite detectar su causa y frecuentemente dar tratamiento al mismo. Identifica divertículos, angiodisplasias, tumores, fisuras rectales y hemorroides con sangrado activo. Muchas de estas lesiones pueden recibir tratamiento con inyección de sustancias vasoconstrictoras, aplicación de clips, argón plasma o terapia térmica.
- Se utiliza como diagnóstico de enfermedades inflamatorias intestinales que incluyen la colitis ulcerosa y la enfermedad de Crohn.
- En la diarrea crónica permite la toma de biopsias para búsqueda de colitis microscópica.

## Complicaciones
A pesar de su correcta realización, no está exenta de riesgo de complicaciones (principalmente perforación de colon y/o hemorragia), lo que ocurre aproximadamente en 1/1.000 exploraciones. Aumenta la probabilidad de aparición si se realizan procedimientos terapéuticos (esclerosis, polipectomía, dilataciones, etc., alcanzando hasta el 1% el riesgo de aparición de complicaciones).